# Angliers (Vienne)

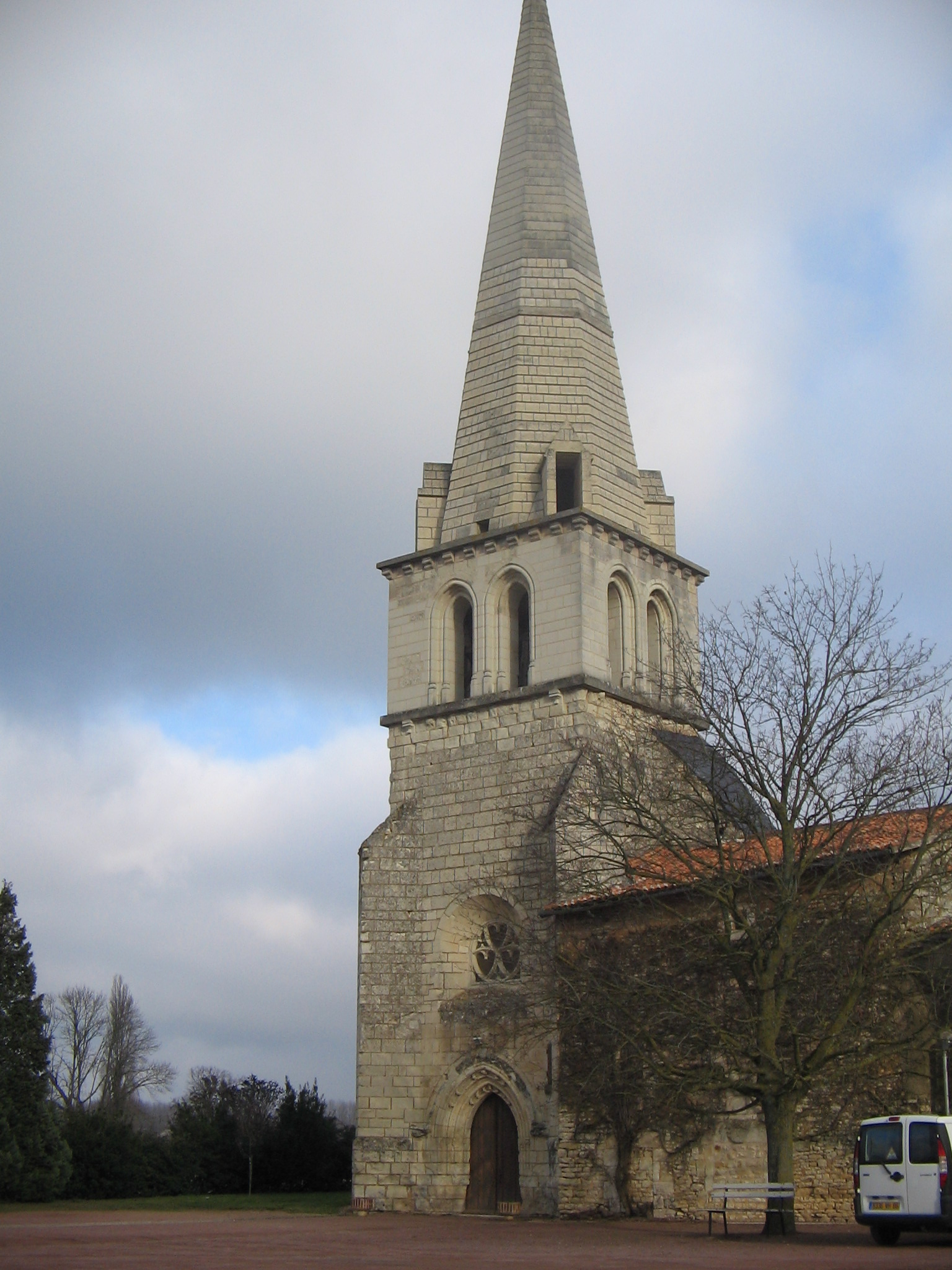
La iglesia en Angliers

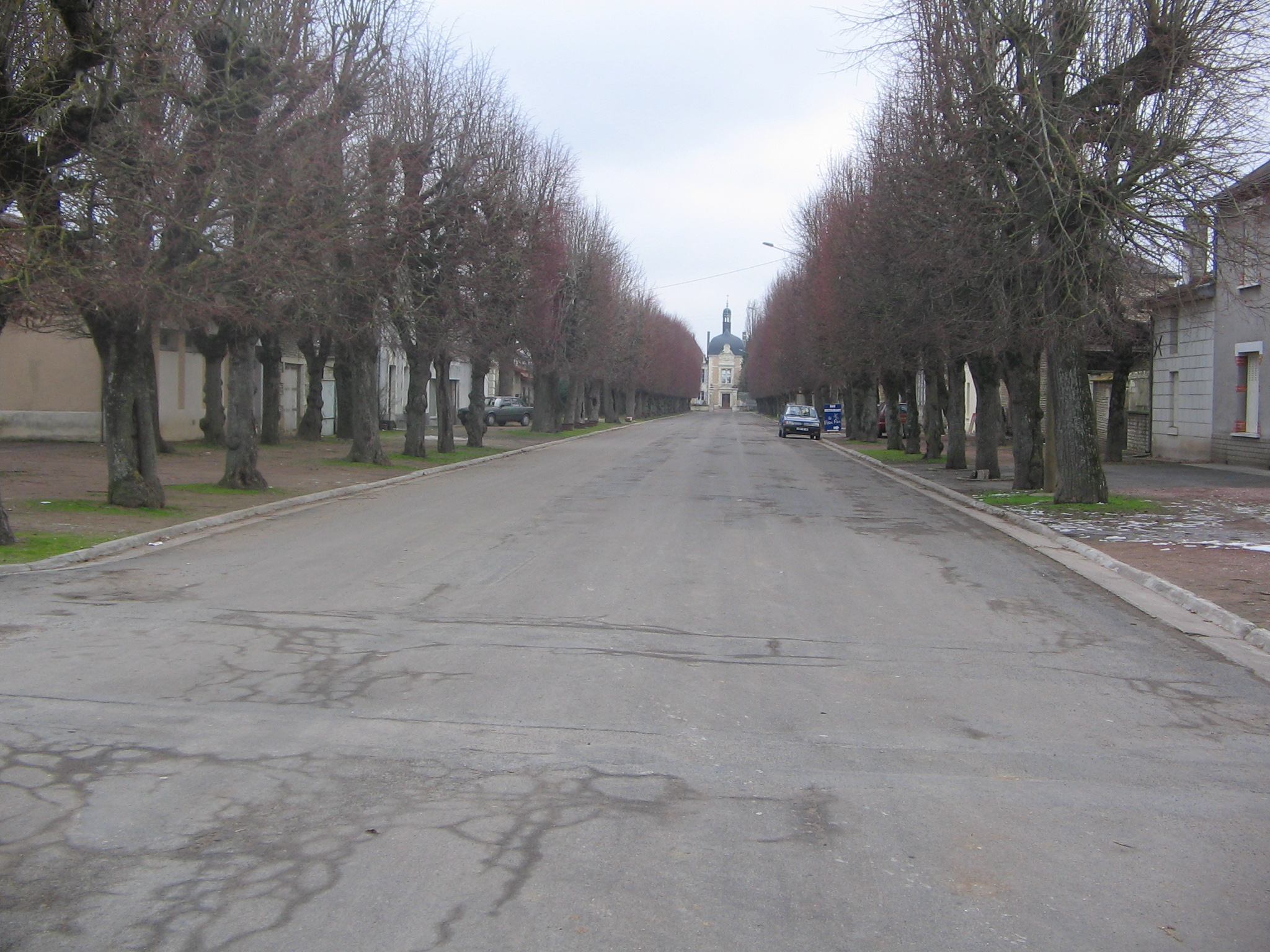
Avenida en Angliers, con la "mairie" al fondo

 Angliers  es una población y comuna francesa, situada en la región de Poitou-Charentes, departamento de Vienne, en el distrito de Châtellerault y cantón de Moncontour (Vienne).

## Demografía
| 781 | 677 | 682 | 630 | 619 | 666 |
| Para los censos de 1962 a 1999 la población legal corresponde a la población sin duplicidades (Fuente: INSEE [Consultar]) |     |     |     |     |     |